# 中村幸子 (プロレスラー)
中村 幸子（なかむら さちこ、1969年12月23日 - ）は、日本の元女子プロレスラー。静岡県静岡市出身。

## 経歴
- 1987年8月5日、全日本女子プロレス後楽園ホール大会における豊田真奈美戦でプロレスデビュー。

- 目標の選手はデビル雅美と語っていた。

- デビュー後すぐにブル中野率いる獄門党に加入。

- 1988年の新人王となるが、1989年5月にフェードアウト。

- 1993年1月に数試合だけ復帰するが長続きせず引退。

## 得意技
クロス・バスター
エルボー・アタック